# Theater in der Washingtonallee

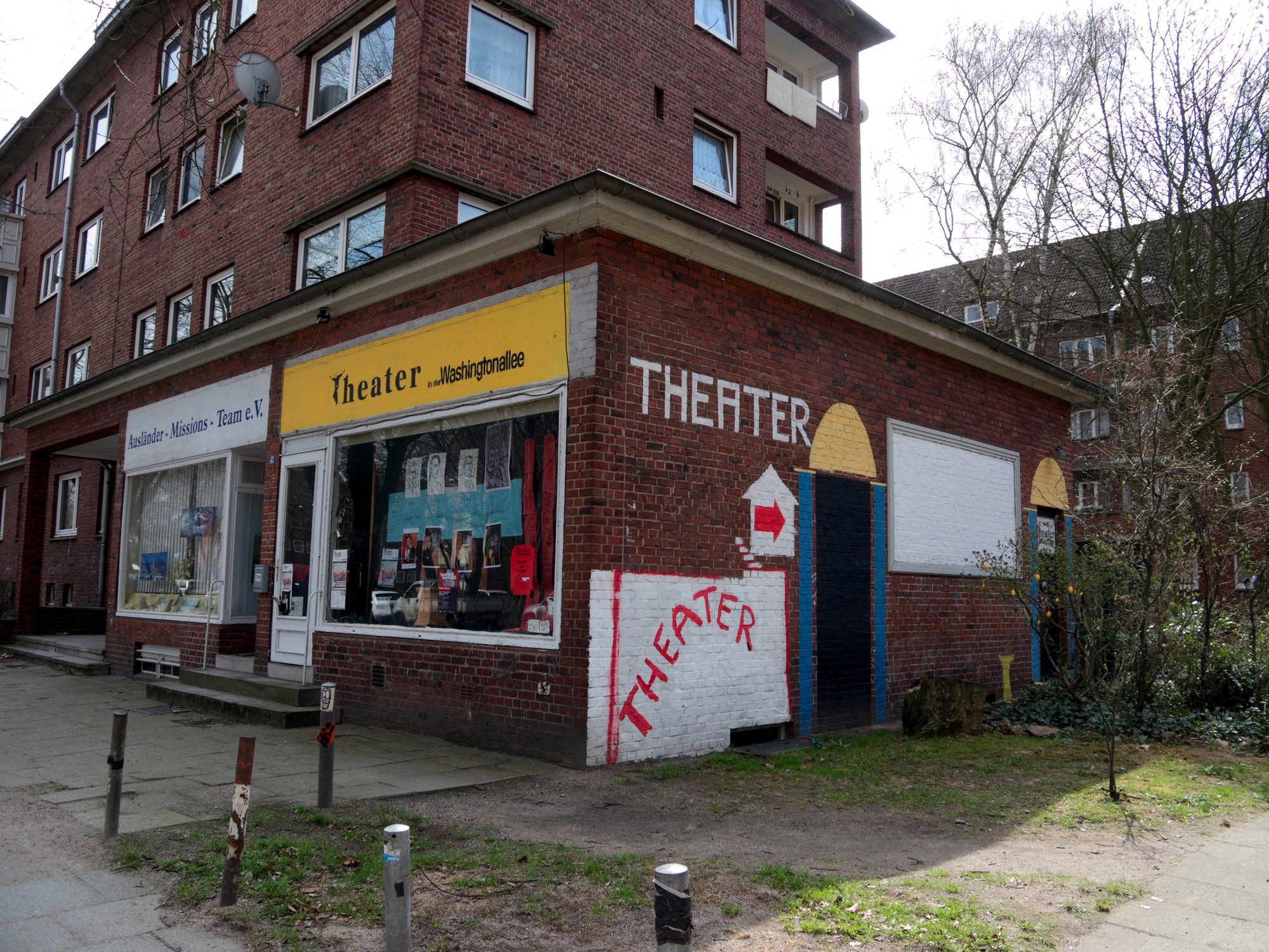
Das ehemalige „Theater in der Washingtonallee“ (Foto von 2013)

Das Theater in der Washingtonallee war ein Privattheater in Hamburg-Horn mit 40 Plätzen im Zuschauerraum, das von der Bochumer Schauspielerin Angelika Landwehr am 17. September 1999 gegründet und seitdem betrieben wurde. Das Theater beendete im Juli 2014 seinen Spielbetrieb, nachdem die staatliche finanzielle Förderung in der vorherigen Spielzeit eingestellt worden war. Die Spielstätte wurde vom „Theater das Zimmer“ übernommen und wird seit dem 3. Oktober 2014 unter dem neuen Namen weiter als Bühne genutzt.

## Spielstätte

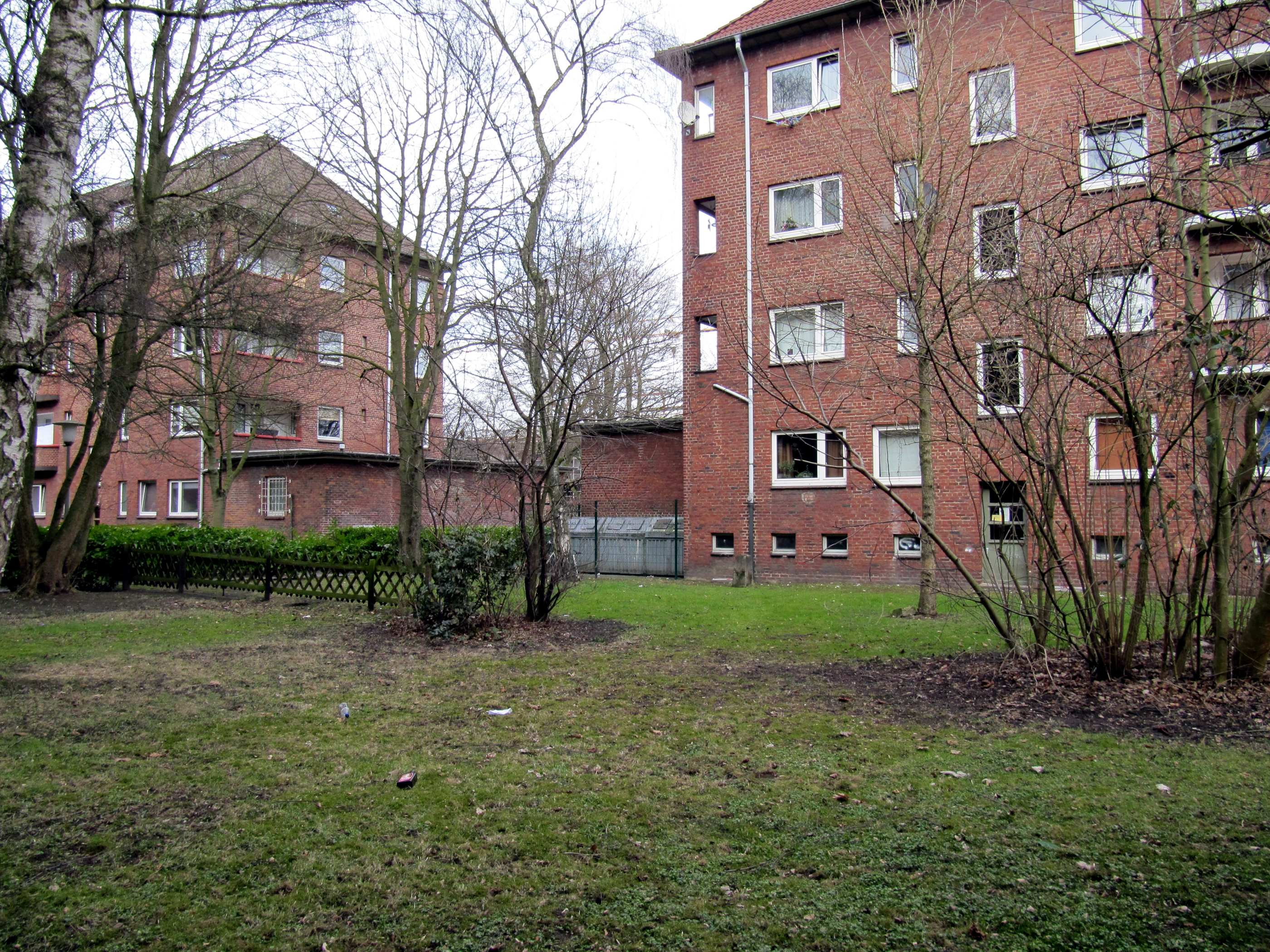
Die Fläche hinter dem Theater (das Gebäude bei den Mülltonnen) wurde als Open-Air-Spielfläche genutzt (Foto von 2018)

Als Spielstätte diente die 50 m² große rechte Hälfte eines Ein-Raum-Annex des denkmalgeschützten Siedlungsbaus in der Washingtonallee 42/42a Im Hamburger Stadtteil Horn, der 1936/1937 durch den Architekten Hans Stockhause entworfen wurde und – damals noch ohne bauliche Trennung in zwei Hälften – bis zum Ende des Zweiten Weltkriegs ein Kolonialwarenladen war. Stockhause hatte dieses Ladenlokal in Ergänzung zum 1930/1931 nach Plänen von Ernst Dorendorf errichtetem Milchladen in der Auersreihe 7, der heute als Wohnung genutzt wird, als Bauensemble zur Nahversorgung der Wohnbevölkerung in Hamburg-Horn geplant.
Das Gebäude befindet sich in fußläufiger Entfernung (ca. 550 Meter) zur U-Bahn-Haltestelle „Horner Rennbahn“. Die 2008 im Kontext einer Linienänderung durch den Hamburger Verkehrsverbund neu eingerichtete Bushaltestelle „Hasencleverstraße“ liegt 25 Meter vom Gebäude entfernt.
Wenn man das Theater betrat, ging es fünf Stufen abwärts in einen kleinen Vorraum, der als Bar für die Zeit vor und nach den Aufführungen diente.
Der eigentliche Zuschauerraum des „Theaters in der Washingtonallee“ bestand aus einem schwarz gestrichenen Raum ohne konventionelle Bühne. Die Schauspieler agierten häufig in der Mitte des Raums, während sich die Zuschauer auf maximal 40 Stühlen kreisförmig um diese herum setzten. Mit dem Betreiberwechsel im Jahr 2014 erfolgte ein Umbau, bei dem unter anderem eine traditionelle Bühne an einer Seite des Raums installiert wurde.
Für Open-Air-Aufführungen wurde die Gemeinschaftsgrünfläche hinter dem Theater im rückwärtigen Bereich zwischen den Wohnhäusern Washingtonallee 42 und 43 sowie Von-Elm-Weg 8 und 9 genutzt; damals noch eine offene Fläche ohne Begrenzung durch einen Jägerzaun und Büsche. Der Zugang für die Zuschauer erfolgte vom Von-Elm-Stieg, einem schmalen Fußweg, der zwischen den Wohnblocks entlang führt und die Washingtonallee mit dem Von-Elm-Weg verbindet.

## Repertoire und Rezeption

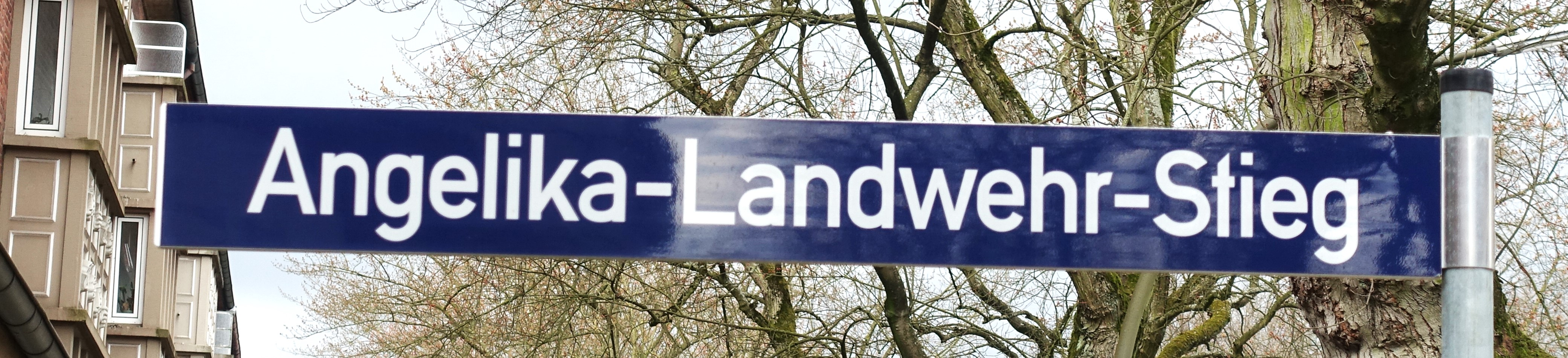
Der Weg neben dem Theater wurde 2024 nach der Gründerin und Intendantin Angelika Landwehr benannt

In den 15 Jahren des Bestehens des „Theaters in der Washingtonallee“ kamen 55 Inszenierungen zur Aufführung. Das Repertoire der Kleinkunstbühne bestand primär aus traditionellen Stücken wie Wer hat Angst vor Virginia Woolf? von Edward Albee oder Ein Sommernachtstraum von William Shakespeare als Open-Air-Aufführung.
Neben Ein-Personen-Aufführungen, darunter sechs Solodarbietungen von Angelika Landwehr selbst, standen bis zu sieben Schauspieler auf der Bühne. Im „Theater in der Washingtonallee“ wurden auch Eigenproduktionen wie Marx in Horn oder Frida Kahlo – Viva La Vida dargeboten. Außerdem gab es über 400 Gastspiele hauptsächlich von Nachwuchskünstlern.
Die Aufführungen im Theater in der Washingtonallee wurden unterschiedlich beurteilt.
Die Theaterzeitung Godot schrieb zu „Kassandra“:
„Ein eindrucksvoller Auftritt der Intendantin des kleinen Theaters an der Washingtonallee, die vieles selbst macht in ihren Produktionen. In „Kassandra“ sogar fast alles. Ist ihr gut bekommen.“
Die Online-Kritikseite kulturmea.de schrieb zu „Frida Kahlo“:
„Frida Kahlo in einem Zimmertheater – mehr Intensität ist kaum vorstellbar!... Angelika Landwehrs starke Authentizität ließ die berühmte mexikanische Malerin für rund eine Stunde wieder lebendig werden. Abermals war es gerade die fehlende Distanz des Zimmertheaters, die den Atem raubte und an den Lippen der Darstellerin hängen ließ, weil Theater kaum intensiver und intimer sein kann. Wenn Frida Kahlo so ohne Selbstmitleid, aber mit einer verständlichen Portion Bitterkeit von den vielen furchtbaren Schicksalsschlägen ihres Lebens berichtet, von denen schon ein einziger fast jeden Menschen zerbrochen hätte, dann hält es einen kaum noch auf dem Stuhl, dann möchte man aufspringen und sie in die Arme nehmen.“
Eine Kritik des Online-Theatermagazins Godot lautete:
„Emanzipation in Troja... Angelika Landwehr zeigt eine Frau, die sich emanzipiert, diszipliniert, verstellt, die um ihre Unabhängigkeit ringt und natürlich liebt. Mit Aeneas, dem einzigen Helden Trojas, der den Krieg überlebt, verbindet sie eine lebenslange Liebe. Ein eindrucksvoller Auftritt der Intendantin des kleinen Theaters an der Washingtonallee, die vieles selbst macht in ihren Produktionen. In „Kassandra“ sogar fast alles. Ist ihr gut bekommen.“

Aber es gab auch kritische Stimmen: Das „Film-Theater-Spektakel“ 24 Stunden im HaKa, eine Eigenproduktion zu den Hamburger Kammerspielen im Besenbinderhof im Jahr 1925 unter der Leitung des Paares Erich Ziegel und Mirjam Horwitz und dargestellt von Angelika Landwehr, erhielt in der internationalen Printausgabe von Die Welt eine vernichtende Kritik:

„[…] Vor der Leinwand, auf der sich Videofilme im Stile von Heimkino abspielen, die beim Betrachten eigentlich nur die lustig finden, die mitgemacht haben, posiert sie [Angelika Landwehr] live, seufzt ‚Oh Erich‘, lächelt milde verzückt, hat überhaupt die falschesten Töne und Gesten parat, als durch und durch gekünsteltes Kunstobjekt. Das ging daneben. Während sie vor der Leinwand die hohe, auch leidende Mondäne gibt, spielen sich dort in enervierender Überlänge Szenen ab, die unter anderen vorgeben, mit Kantinen-Gesprächen und Proben von ‚Esther und Anja‘, ‚Candida‘ und ‚Liebe‘ zu tun zu haben. Dilettantismus pur ist das und wer keine Ahnung hat, was die Kammerspiele damals bedeuteten und wie die geschlechtlichen und theatralen Verhältnisse der Beteiligten waren, wird hier nicht schlauer. Es gibt hervorragende Bücher, die darüber berichten. Die sollte man lesen, statt dieses Stück zu ertragen.“

Das Hamburger Abendblatt beschrieb Angelika Landwehr dagegen als „außergewöhnlich wandelbar“:
„Die Schauspielerin und Regisseurin Angelika Landwehr, die bei den Ruhrfestspielen in Recklinghausen begonnen hat und in ihren „Wanderjahren“ auf vielen internationalen Festivals gespielt hat, ist seit 20 Jahren auf der Bühne. Ob als gefallener Engel, Virginia Woolf, Sappho, Königin, Liebende, Vagantin, als lebendes Gedicht in „Marina Zwetajewa“ oder als Frida Kahlo in „Viva la Vida“ – sie ist von Kritikern als eine außergewöhnlich wandelbare und wunderbar eigensinnige Schauspielerin beschrieben worden.“
Angelika Landwehr verstarb am 12. August 2020 im Alter von 60 Jahren. Ihr zu Ehren wurde der am Theater entlang führende Fußweg (von-Elm-Stieg) in Angelika-Landwehr-Stieg umbenannt.

## Finanzierung
Das Theater in der Washingtonallee wurde von der Kulturbehörde des Hamburger Senats bis zur Spielzeit 2012/2013 finanziell gefördert in Höhe von 28.500 Euro für die Spielzeit 2011/2012, 30.000 Euro für die Spielzeit 2012/2013 und 12.750 Euro für die Spielzeit 2013/2014. Das Transparenzportal der Finanzbehörde, über das alle staatlichen Zuwendungen des Bundeslandes Hamburg öffentlich ausgewiesen werden, belegt außerdem einen „Zuschuss zu den Betriebsmitteln zum Erhalt des Theaters in der Washingtonallee“ als Fehlbedarfsfinanzierung für die Monate September bis Dezember 2013 in Höhe von 8.000 Euro als nicht rückzahlbare Zuwendung.
Landwehr gab in Interviews an, sie erhalte 2000 Euro monatlich als Zuwendung; zudem konstatierte sie kurz vor der Schließung des Theaters und im Hinblick auf mögliche Nachfolger, dass man etwa 3000 Euro monatlich als Betreiber benötige für den Spielbetrieb und den eigenen Lebensunterhalt.
Durchschnittlich besuchten 12 bis 20 Personen das Theater pro Spieltag. Die Vorgaben für eine finanzielle Förderung aus dem Haushalt der Kulturbehörde sahen vor, dass „die Auslastung mindestens bei der Hälfte der Kapazität des Zuschauerraums liegen muss“, in diesem Fall also bei mindestens 20 verkauften Eintrittskarten pro Aufführung. In einem Interview kommentierte Landwehr diesen Sachverhalt mit den Worten, ein „Erbsenzähler“ in der Behörde habe festgestellt, dass manchmal weniger als 20 Zuschauer eine Aufführung besuchten und ergänzte: „[…] Die 50-Prozent-Klausel muss fallen. Zimmertheater spielen auch für zehn Zuschauer. Der Grundsatz muss lauten: Qualität statt Quantität!“